# South Orange Open 1972
Il South Orange Open 1972 è stato un torneo di tennis giocato sul erba. È stata la 3ª edizione del torneo, che fa parte del Commercial Union Assurance Grand Prix 1972. Si è giocato a South Orange negli USA dal 21 al 28 agosto 1972.

## Campioni

### Singolare maschile
Ilie Năstase ha battuto in finale  Manuel Orantes con il punteggio di 6–4, 6–4

### Doppio maschile
- Doppio non disputato